# Bradley Fink
Bradley Thomas Fink (Cham, 17 aprile 2003) è un calciatore svizzero, attaccante del Wycombe.

## Carriera

### Club
Cresciuto nel settore giovanile del Borussia Dortmund, debutta con la seconda squadra dei Schwarzgelben il 17 gennaio 2021, in occasione dell'incontro di 3. Liga vinto per 1-3 contro il Waldhof Mannheim. Il 17 agosto 2022, non riuscendo a trovare spazio in prima squadra, viene ceduto al Basilea, firmando un contratto valido fino al 2026.

### Nazionale
Ha rappresentato le nazionali giovanili svizzere.

## Statistiche

### Presenze e reti nei club
Statistiche aggiornate al 7 ottobre 2022.
| Stagione                    | Squadra                     | Campionato                  | Campionato | Campionato | Coppe nazionali | Coppe nazionali | Coppe nazionali | Coppe continentali | Coppe continentali | Coppe continentali | Altre coppe | Altre coppe | Altre coppe | Totale | Totale |
| Stagione                    | Squadra                     | Comp                        | Pres       | Reti       | Comp            | Pres            | Reti            | Comp               | Pres               | Reti               | Comp        | Pres        | Reti        | Pres   | Reti   |
| --------------------------- | --------------------------- | --------------------------- | ---------- | ---------- | --------------- | --------------- | --------------- | ------------------ | ------------------ | ------------------ | ----------- | ----------- | ----------- | ------ | ------ |
| 2021-2022                   | Borussia Dortmund II        | 3L                          | 10         | 2          |                 | -               | -               |                    | -                  | -                  |             | -           | -           | 10     | 2      |
| lug.-ago. 2022              | Borussia Dortmund II        | 3L                          | 4          | 1          |                 | -               | -               |                    | -                  | -                  |             | -           | -           | 4      | 1      |
| Totale Borussia Dortmund II | Totale Borussia Dortmund II | Totale Borussia Dortmund II | 14         | 3          |                 | -               | -               |                    | -                  | -                  |             | -           | -           | 14     | 3      |
| 2022-2023                   | Basilea                     | ASL                         | 2          | 1          | CS              | 1               | 1               | UECL               | 3                  | 0                  |             | -           | -           | 6      | 2      |
| Totale carriera             | Totale carriera             | Totale carriera             | 16         | 4          |                 | 1               | 1               |                    | 3                  | 0                  |             | -           | -           | 20     | 5      |

## Palmarès
- Campionato svizzero: 1

Basilea: 2024-2025
- Coppa Svizzera: 1

Basilea: 2024-2025